# Giovanni Giacone
Giovanni Giacone (1. prosinec 1900, Turín, Italské království – 1. duben 1964) byl italský fotbalový brankář. Byl prvním hráčem Juventusu který oblékl dres reprezentace.
Za svou fotbalovou kariéru, která trvala šest let, odchytal ve 4 klubech. Nejvíce za Juventus. Ale žádný velký úspěch nebyl.
Za reprezentaci odchytal 4 utkání. Zúčastnil se OH 1920).

## Hráčské úspěchy

### Reprezentační
- 1x na OH (1920)